# سه‌پایه جنسی
سه‌پایهٔ جنسی (به انگلیسی: Trioecy) (یا subdioecy) یک سیستم جنسی نادر است که با همزیستی نر، ماده و نرماده مشخص می‌شود. هم در گیاهان و هم در جانوران یافت شده‌است. سه‌پایهٔ جنسی گاهی به عنوان یک سیستم جفت‌گیری آمیخته در کنار پایهٔ نری و پایهٔ مادگی نامیده می‌شود.

## جستارهای بیشتر
- تک‌پایه جنسی
- دوپایهٔ جنسی
- پایهٔ مادگی
- پایهٔ نری
- نرماده (هرمافرودیت)